# Госпођа која нестаје
Госпођа која нестаје (енгл. The Lady Vanishes), негде и као Дама која нестаје, британски је мистериозни трилер из 1938. године, режисера Алфреда Хичкока, са Маргарет Локвуд, Мајклом Редгрејвом, Полом Лукасом и Меј Вити у главним улогама. Сценарио су написали Сидни Гилијат и Френк Лондер, на основу романа Етел Лине Вајт Точак се окреће из 1936. године. Филм говори о младој енглеској туристкињи која путује возом по континенталној Европи и открива да је њена старија сапутница, изгледа, нестала из воза. Након што њени сапутници поричу да су икада видели старију госпођу, девојци помаже млади музиколог, а њих двоје траже трагове нестанка старице у возу.
Филм је сниман у студију Gainsborough студију у Излингтону у Лондону. Хичкок је филмом привукао пажњу Холивуда и преселио се у Холивуд убрзо након његовог објављивања. Иако су редитељева три претходна покушаја прошла лоше на благајнама, Госпођа која нестаје је била веома успешна и потврдила је уверење америчког продуцента Дејвида О. Селзника да Хичкок заиста има будућност у холивудској кинематографији.
Британски филмски институт уврстио је Госпођу која нестаје на 35. место листе најбољих британских филмова 20. века. Године 2017, анкета од 150 глумаца, редитеља, сценариста, продуцената и критичара за часопис Time Out показала је да је ово 31. најбољи британски филм икада. Ово је један од Хичкокових најпознатијих британских филмова, као и прва од три екранизоване верзије Вајтиног романа.

## Радња
Енглеска туристкиња Ајрис Хендерсон и њене пријатељице Бланка и Џули налазе се у измишљеној европској земљи Бандрика. Ајрис се враћа кући да се уда, али је лавина блокирала железничку пругу. Заглављени путници су приморани да преноће у хотелу. У истој невољи су Чартерс и Калдикот, енглески ентузијасти крикета који желе да виде последње дане тест крикета у Манчестеру, и госпођица Фрој, гувернанта и учитељица музике која се враћа кући у Енглеску. Госпођица Фрој слуша фолк певача на улици; њега касније угуши неприказани убица.
Те вечери Ајрис смета јака бука из собе изнад њене и жали се управнику хотела. Пронашавши Гилберта Редмана, етномузиколога, како свира кларинет и записује народну музику региона док три мештана плешу за њега, управник га избацује из собе. Гилберт се освети тако што остаје у Ајрисиној соби све док она на крају не попусти и натера управника да му врати његову собу.
Следећег јутра на железничкој станици, Ајрис је погођена по глави великом саксијом баченом одозго. Госпођица Фрој, која је у близини, помаже Ајрис да уђе у воз. У возу су и Чартерс и Калдикот, Гилберт, адвокат по имену Ерик Тодхантер и његова љубавница, која се представља као „госпођа Тодхантер”. Од последица повреде, Ајрис се онесвести. Она долази у купе са госпођицом Фрој и неколико странаца. Придружује се госпођици Фрој у вагону-ресторану на чају. Убрзо се враћају у свој купе, где Ајрис заспи.
Када се Ајрис пробуди, госпођица Фрој је нестала. Остали путници у њеном купеу поричу да су је видели. Тодхантер, који је раније разговарао са госпођицом Фрој, претвара се да је се не сећа да би избегао да скрене пажњу на своју везу са љубавницом. Ајрис тражи госпођицу Фрој уз Гилбертову помоћ. Неурохирург др Харц каже да Ајрис можда пати од „халуцинација повезаних са потресом мозга”. Чартерс и Калдикот такође тврде да се не сећају госпођице Фрој јер се плаше да би било какво одлагање учинило да пропусте утакмицу крикета. Тодхантерова љубавница признаје да је видела госпођицу Фрој што свима доказује да она постоји.
На првој станици укрцава се пацијенткиња др Харца, прекривена завојима од главе до пете и на носилима. Мадам Кумер, обучена баш као госпођица Фрој, појављује се на њеном месту, а сада уплашена да ће бити откривена, Тодхунтерова љубавница каже да је Мадам Кумер била госпођица Фрој. Ајрис и Гилберт настављају потрагу и напада их мађионичар са ножем, сињор Допо, који је путовао у Ајрисином купеу. Сумњају да је пацијенткињу др Харца заменила госпођица Фрој. Др Харц каже свој колегиници завереници, Британки прерушеној у часну сестру, да дрогира Ајрис и Гилберта. Тада, уверен да ће ускоро заспати, Харц им признаје да је умешан у заверу. Лажна монахиња не следи Харцова упутства из лојалности према својим сународницима; Гилберт и Ајрис беже, ослобађају госпођицу Фрој и замењују је са Мадам Кумер.
Када се воз заустави близу границе, др Харц открива замену. Он је део воза преусмерио на пругу, где чекају војници. Гилберт и Ајрис обавештавају своје сапутнике шта се дешава. Укрцава се униформисани војник и тражи да га сви прате, а Гилберт га нокаутира и узима му пиштољ. Још један војник пуца, ранивши Чартерса у руку, и почиње обрачун.
Током пуцњаве, госпођица Фрој говори Гилберту и Ајрис да мора да побегне јер је она заправо шпијун. За сваки случај, она им даје поруку (кодирану у мелодију) да је доставе Министарству спољних послова у Лондону — исту мелодију коју је убијени улични музичар извео за њу. Гилберт је памти, а госпођица Фрој измиче у шуму. Тодхантер покушава да се преда, машући белом марамицом, и бива убијен. Гилберт и Калдикот тада преузимају локомотиву, али нокаутирани војник се буди и прети осталим путницима. Часна сестра бежи кроз споредна врата и мења путању шина, али је погођена у ногу; међутим, Калдикот и Гилберт успевају да је увуку у воз.
У Лондону, Чартерс и Калдикот откривају да је тест утакмица отказана због поплаве. Видевши свог вереника из даљине, Ајрис ускаче у такси са Гилбертом, а он је љуби. Стижу у Министарство спољних послова, али у чекаоници Гилберт схвата да не може да се сети мелодије. Док их воде у канцеларију, Гилберт и Ајрис је чују. Врата се отварају, откривајући како госпођица Фрој свира мелодију на клавиру.

## Улоге
| Глумац          | Улога               |
| --------------- | ------------------- |
| Маргарет Локвуд | Ајрис Хендерсон     |
| Мајкл Редгрејв  | Гилберт Редман      |
| Пол Лукас       | доктор Харц         |
| Меј Вити        | госпођица Фрој      |
| Сесил Паркер    | господин Тодхантер  |
| Линден Траверс  | „госпођа Тодхантер” |
| Нонтон Вејн     | Калдикот            |
| Бејзил Радфорд  | Чартерс             |
| Мери Клер       | бароница            |
| Емил Борео      | управник хотела     |
| Гуги Витерс     | Бланка              |
| Сали Стјуарт    | Џули                |
| Филип Ливер     | сињор Допо          |
| Селма Ваз Дијас | сињора Допо         |
| Кетрин Лејси    | лажна часна сестра  |
| Џозефина Вилсон | Мадам Кумер         |

## Продукција

### Развој
Филм се првобитно звао Изгубљена госпођа, а продуцент Едвард Блек је задужио ирског режисера Роја Вилијама Нила да га сними. Филмска екипа је послата у Југославију да направи позадинске снимке, али када је југословенска полиција случајно открила да нису позитивно приказани у сценарију, избацила је екипу из земље, а Блек је одустао од пројекта. Годину дана касније, Хичкок није могао да смисли филм који би режирао да би испунио свој уговор са Блеком, па је прихватио када му је Блек понудио Изгубљену госпођу.

### Сценарио
Хичкок је радио са сценаристима како би направио неке измене којима би пооштрио почетак и крај приче, али иначе се сценарио није много променио.
Радња Хичкоковог филма знатно се разликује од Вајтиног романа. У књизи Точак се окреће, госпођица Фрој је заправо невина старија дама која се радује што ће видети своје осамдесетогодишње родитеље; она је киднапована јер зна нешто (не схватајући њен значај) што би изазвало невоље локалним властима ако би било откривено. Ајрисина ментална збуњеност је последица сунчанице, а не ударца у главу. У Вајтином роману, Точак се окреће: воз никада не стаје и нема коначног обрачуна. Поред тога, споредне улоге се донекле разликују; на пример, у роману, лик Гилберта се зове Макс Хер и он је млади британски инжењер који гради брану у брдима, који зна локални језик, а ту је и лик професора модерних језика који преводи Ајрис и Максу, а који се не појављује у филму. Ликови опседнути крикетом, Чартерс и Калдикот, креирани су специјално за филм и не појављују се у роману.
Радња има јасне референце на политичку ситуацију која је довела до Другог светског рата. Британски ликови, који су првобитно покушавали да избегну сукоб, на крају раде заједно на борби против странаца, док адвокат који жели да преговара са нападачима машући белом заставом бива упуцан и убијен.

### Кастинг
У почетку је Хичкок разматрао Лили Палмер за главну женску улогу, али се уместо ње одлучио за Маргарет Локвуд, која је у то време била релативно непозната. Локвудову су привукле хероине прича Етел Лине Вајт и прихватила је улогу.
Мајкл Редгрејв је такође био непознат биоскопској публици, али је у то време био звезда у успону. Није био вољан да напусти позориште да би снимио филм, али га је Џон Гилгуд убедио да то уради. Филм, у коме је Редгрејв први пут имао главну улогу, учинио га је међународном звездом. Међутим, према Роберту Осборну, водитељу канала Turner Classic Movies, Редгрејв и Хичкок се нису слагали; Редгрејв је желео више проба, док је Хичкок више ценио спонтаност. Њих двојица више никада нису радили заједно.
Алфред Хичкок се може видети на станици Викторија, како носи црни капут и пуши цигарету, пред крај филма. Филм означава прво појављивање комичног двојица Чартерса и Калдикота (које играју Нонтон Вејн и Бејзил Радфорд).

### Снимање
Филм је сниман у студију у Излингтону, Шепердс Бушу и на локацији у Хемпширу у војном кампу Лонгмур, на локацији војне железнице Лонгмур. Ово је био први филм који је снимљен према споразуму између компанија Gaumont-British и MGM, у којем је први обезбедио потоњем неке од својих филмова за емитовање у Великој Британији, за које би MGM платио половину трошкова производње ако би одлучио да објави филм у САД. У случају Госпође која нестаје, међутим, 20th Century Fox се побринуо за америчко издање. Снимање је накратко прекинуо штрајк електричара.
Елизабет Вајс је тврдила да Хичкокова употреба звука у Госпођи која нестаје користи „класични стил” – то јест, да редитељ избегава експресионистичке звукове у корист звукова који се чују у реалистичном контексту. На пример, када се Ајрис онесвести у возу, уместо страних звукова који означавају делиријум, чује се само звук воза. Још једна упечатљива употреба звука је како се лоше ствари често чују пре него што се покажу. Доктор Харц се често први пут чује пре него што се појави на екрану, што представља звучни упад „не толико на приватност колико на безбедност”.

## Пријем

### Критике
Када је филм објављен у Великој Британији, одмах је постао хит, поставши најуспешнији британски филм у то време. Такође је био веома успешан када је издат у Њујорку. Часопис The Monthly Film Bulletin описао је филм као „необичан и узбудљив трилер”, хвалећи Хичкокову режију и глумачку екипу, посебно Мајкла Редгрејва, Пола Лукаса и Меј Вити.
Филм је задржао своју популарност; у својој рецензији за BBC, Џејми Расел је филму дао четири од пет звездица, назвавши га „препредено софистицираним трилером” и „забавним делом”. У својој рецензији за BFI Screenonline, Марк Дугид је написао да је филм „вероватно најуспешнији, и свакако најдуховитији од Хичкокових британских филмова, и да се налази тамо горе са његовим најбољим америчким радовима”. Дугид је издвојио сценарио Френка Лондера и Сиднија Гилијата, напомињући:
Прича је благословена сјајним ликовима и многим духовитим и маштовитим додирима, посебно уображеношћу којом се сваки путници дају себични мотиви да одбију да потврде Ајрисину причу. Поред хемије између двоје главних глумаца, филм садржи неке од најбољих Хичкокових ликова, при чему су Бејзил Радфорд и Нонтон Вејн посебно вредни пажње као Чартерс и Калдикот, опседнути крикетом.
Амерички филмски критичар и историчар Леонард Малтин дао је филму четири од четири звездице у свом филмском водичу и уврстио филм на своју листу 100 филмова 20. века које морате погледати. The Guardian је филм назвао „једним од најбољих филмова са возом из златног доба тог жанра”, и кандидатом за „титулу најбољег хумористичког трилера икада снимљеног”. Филм се често сврстава међу најбоље британске филмове свих времена. На  сајту Metacritic има оцену 98 од 100, на основу критика 17 критичара, што указује на „универзално признање”. Часопис Empire га је 2016. сместио на 82. место своје листе 100 најбољих британских филмова. Године 2022. часопис Time Out је поставио филм на 54. место своје листе 100 најбољих филмских трилера свих времена.

### Награде и признања
Госпођа која нестаје проглашена је за најбољи филм 1938. од стране новина The New York Times. Године 1939. Хичкок је добио награду Круга њујоршких филмских критичара за најбољу режију, што је био једини пут да је он добио награду за своју режију.

## Спин-офови
Ликови из филма опседнути крикетом, Чартерс и Калдикот, сами по себи су постали веома популарни и појавили се у низу филмова, радио програма и много каснијих ТВ серија.

## Статус ауторских права и кућних медија
Госпођа која нестаје, као и сви Хичкокови британски филмови, заштићени су ауторским правима широм света. Његови британски филмови су неко време били јавно власништво у Сједињеним Државама. Они су у великој мери кријумчарени на кућним медијима. Упркос томе, различита лиценцирана издања су се појавила на форматима Blu-ray, DVD и видео на захтев широм света, међу којима су и они које су издали Network Distributing у Уједињеном Краљевству и The Criterion Collection у Сједињеним Државама.